# 奥特维莱尔
奥特维莱尔（法語：Hottviller，法語發音：[ɔtvilɛʁ]；莱茵法兰克语：Hottwiller）是法国摩泽尔省的一个市镇，属于萨尔格米讷区。

## 地理
奥特维莱尔（49°4'40"N, 7°21'48"E）面积8.36 平方千米，位于法国大東部大區摩泽尔省，该省份为法国东北部内陆省份，是洛林的一部分，西南接默尔特-摩泽尔省，东临下莱茵省，北与卢森堡和德国接壤。
与奥特维莱尔接壤的市镇（或旧市镇、城区）包括：贝特维莱尔、比奇、埃潘、努斯维莱尔莱比奇、小雷代尔尚、雷耶斯维莱尔、绍尔巴克、锡尔斯塔勒、沃尔曼斯泰。

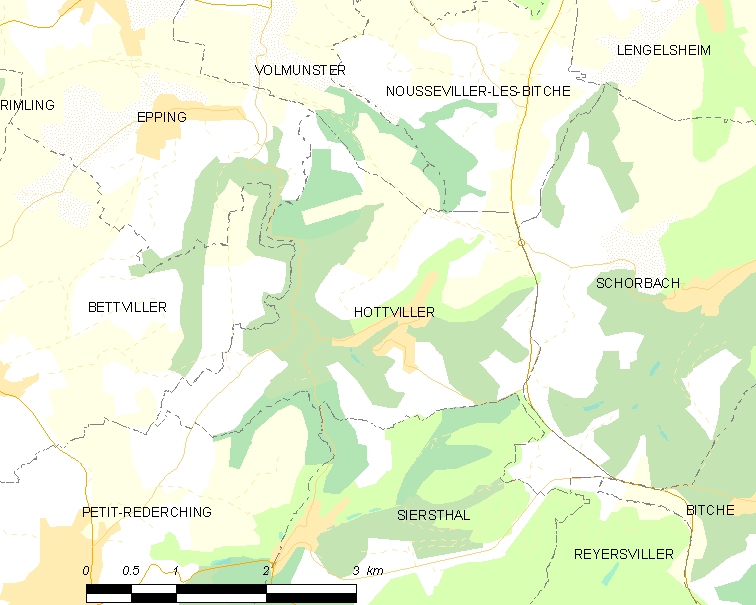
奥特维莱尔的OSM定位图

奥特维莱尔的时区为UTC+01:00、UTC+02:00（夏令时）。

## 行政
奥特维莱尔的邮政编码为57720，INSEE市镇编码为57338。

## 政治
奥特维莱尔所属的省级选区为比奇县。

## 人口

1962-2008年间奥特维莱尔人口变化图示

奥特维莱尔于2022年1月1日时的人口数量为505人。